# Francisco de Borja y Aragón

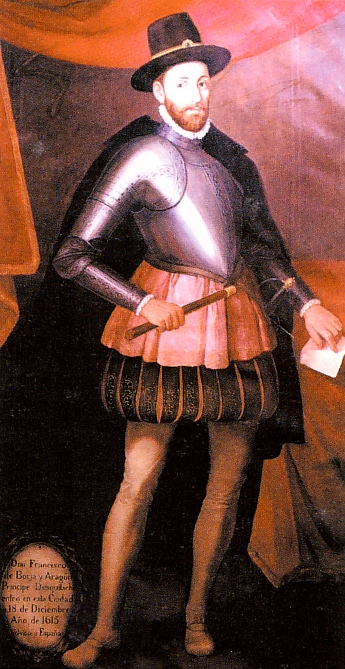
Francisco de Borja y Aragón.

Francisco de Borja y Aragón (Madrid, 1581 — 26 de setembro de 1658) foi um escritor espanhol, oficial da corte do rei Filipe III de Espanha, e vice-rei do Peru de 18 de dezembro de 1615 até 31 de dezembro de 1621.

## Biografia
Borja y Aragón era um descendente do Rei Fernando II de Aragão e de Alessandro Borgia (Papa Alexandre VI). Ele também era parente de Carlos V, Sacro Imperador Romano e de Francisco de Borja. Nascido e educado na Espanha, tornou-se um importante oficial da corte espanhola. Era comandante cavaleiro da Ordem de Santiago e Senhor dos aposentos do rei. Também era conhecido como um homem de letras. Foi nomeado vice-rei do Peru em 1614.
No Peru, ele reorganizou a Universidade Nacional Maior de São Marcos. Também fundou, em Cusco, o Colegio del Príncipe para os filhos da nobreza indígena e o Colégio de São Francisco para os filhos dos conquistadores. Estabeleceu o Tribunal del Consulado, um tribunal especial e órgão de administração para assuntos comerciais no vice-reinado. Reforçou a marinha e a artilharia e deu um grande impulso à mineração no distrito de Chucuito, aumentando as receitas do governo da colônia.
Em 1617, dividiu o governo do Rio de la Plata em dois, Buenos Aires e Paraguai, ambos dependentes do Vice-Reino do Peru. Era um defensor dos jesuítas e colaborou com eles na supressão da idolatria e da bruxaria.
Com a morte de seu patrono, Filippo III, Borja y Aragón retornou à Espanha, embarcando em 31 de dezembro de 1621. Lá, dedicou-se à poesia, reelaborando e publicando alguns dos poemas de sua juventude e escrevendo novas obras em verso e prosa. Morreu em Madrid em 1658.
Os moradores de Lima o conheciam como el Virrey poeta (o vice-rei poeta) por causa de seu talento literário.